# Alturas do Barroso
Alturas do Barroso ist ein Ort und eine ehemalige Gemeinde (Freguesia) im portugiesischen Kreis Boticas. Die Gemeinde hatte 399 Einwohner (Stand 30. Juni 2011).
Am 29. September 2013 wurden die Gemeinden Alturas do Barroso und Cerdedo zur neuen Gemeinde Alturas do Barroso e Cerdedo zusammengeschlossen. Alturas do Barroso ist Sitz dieser neu gebildeten Gemeinde.